# Abel Vieytez
Abel Omar Vieytez (Buenos Aires, 7 dicembre 1942 – 15 febbraio 2016) è stato un calciatore argentino, di ruolo difensore.

## Caratteristiche tecniche
Giocava come difensore; ricoprì il ruolo di laterale sinistro.

## Carriera

### Club
Vieytez debuttò, a vent'anni, in Primera División argentina con la maglia dell'Argentinos Juniors. Rimase con la squadra di Buenos Aires sino al 1965, assommando 75 presenze in massima serie argentina; nel 1966, dopo un breve passaggio al Banfield, fu ceduto al River Plate. Con la nuova formazione ebbe la possibilità di esordire in Coppa Libertadores: fu impiegato con regolarità in tale competizione, e partecipò anche alla doppia finale, persa, contro il Peñarol di Montevideo. Nelle cinque stagioni passate con il River scese in campo per 101 volte in campionato e 24 in Libertadores, segnando rispettivamente 2 e 1 gol. Lasciato il River Plate passò all'All Boys, in seconda divisione, mentre nel 1972 giocò un'annata nel Lanús, venendo impiegato per 25 incontri.

### Nazionale
Con la propria selezione nazionale raccolse 6 presenze tra il 1964 e il 1965 durante la gestione Minella. Debuttò il 3 giugno 1964, durante l'incontro tra Argentina e Brasile valido per la Taça das Nações. In precedenza aveva preso parte ai Giochi Panamericani del 1963.